# Tiégo d'Étang
Tiégo d'Étang, född 6 juni 2007 i Frankrike, är en fransk varmblodig travhäst. Han tränades av Christian Bigein och kördes av Bigeon själv och reds av Charles Julien Bigeon.
Tiégo d'Étang sprang under sin karriär in 1,8 miljoner euro på 78 starter varav 15 segrar, 13 andraplatser och 8 tredjeplatser. Hans tog karriärens största seger i Prix de Normandie (2012). Han har även segrat i Prix de Nevers (2012), Prix de la Mayenne (2012), Prix Albert Demarcq (2012), Prix Jockey (2012), Prix Joseph Lafosse (2012), Prix des Cévennes (2013) och Prix de Bretagne (2014). Samt på andraplats i Letrot Open des Regions - 4 ans (2011), Prix Robert Auvray (2012), Prix Henri Levesque (2012), Prix de Paris (2013, 2014), Prix de Cornulier (2014, 2015), Prix René Ballière (2014), Prix de Bourgogne (2014), Prix de l'Atlantique (2016) samt på tredjeplats i Prix Louis Jariel (2012), Prix Marcel Laurent (2012), Prix de Bretagne (2013), Prix de France (2014), Prix de l'Atlantique (2014), Grand Prix Angers Loire Metropole (2016) och Prix des Ducs de Normandie (2016).

## Statistik
| Statistik för Tiégo d'Étang (Ref.) | Statistik för Tiégo d'Étang (Ref.) | Statistik för Tiégo d'Étang (Ref.) | Statistik för Tiégo d'Étang (Ref.) | Statistik för Tiégo d'Étang (Ref.) | Statistik för Tiégo d'Étang (Ref.) |
| ---------------------------------- | ---------------------------------- | ---------------------------------- | ---------------------------------- | ---------------------------------- | ---------------------------------- |
| Starter                            | Placeringar                        | Startprissumma                     | Segerprocent                       | Platsprocent                       | Rekord                             |
| 78                                 | 15-13-8                            | 1 821 780 euro                     | 19 %                               | 46 %                               | 1.10,4ak,                          |

### Större segrar
| År   | Lopp                | Kusk                  | Vinstbelopp | Grupp   |
| ---- | ------------------- | --------------------- | ----------- | ------- |
| 2012 | Prix Albert Demarcq | Christian Bigeon      | 54 000 EUR  | Grupp 2 |
| 2012 | Prix Jockey         | Christian Bigeon      | 54 000 EUR  | Grupp 2 |
| 2012 | Prix de Normandie   | Charles Julien Bigeon | 120 000 EUR | Grupp 1 |
| 2012 | Prix Joseph Lafosse | Charles Julien Bigeon | 54 000 EUR  | Grupp 2 |
| 2014 | Prix de Bretagne    | Charles Julien Bigeon | 54 000 EUR  | Grupp 2 |